# Henry Olcott
Henry Olcott (2 de agosto de 1832-17 de febrero de 1907) fue un coronel estadounidense cofundador de la Sociedad Teosófica. También fue miembro de la masonería y fundador de la Comunidad Mundial de Budistas.

## Biografía
Nacido en 1832 en Orange (Nueva Jersey) el mayor de seis hijos, del granjero presbiteriano Henry Wyckoff Olcott y de Emily Steele Olcott. En su niñez vivió en la granja familiar de Nueva Jersey.
Incansable investigador de temas de parapsicología, espiritismo y ocultismo, se unió a Helena Blavatsky en 1875 para conformar la Sociedad Teosófica, grupo de estudios esotéricos y religiones comparadas.

## Obras
- 2010. El Catecismo Buddhista (Buenos Aires: Ediciones Librería Argentina)
- 1962. Historia de la Sociedad Teosófica (Buenos Aires: Ed. Comisión dedifusión y propaganda de la Sociedad Teosófica)